# Vokal- und Instrumentalensemble (Sowjetunion)

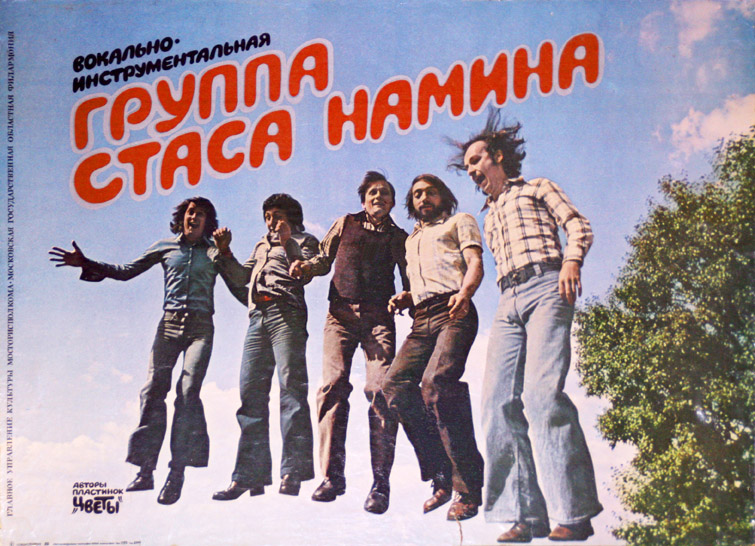
Vokal- und Instrumentalensemble Zwety, undatiertes Poster

Vokal- und Instrumentalensemble (russisch Вокально-инструментальный ансамбль, wiss. Transliteration Vokal'no-instrumental'nyj ansambl', abgekürzt VIA) war in der ehemaligen Sowjetunion die offizielle Bezeichnung für professionelle, staatlich registrierte Popmusikgruppen. Darüber hinaus wurden in der Sowjetunion zunehmend alle Ensembles der populären Musik so bezeichnet, teilweise auch ausländische Gruppen; schließlich wurde der Begriff auch auf sowjetische Rock-, Folk- und sonstige Musikgruppen angewandt.
Gruppen, die als  Vokal- und Instrumentalensemble registriert waren, hatten Zugang zu den sowjetischen Staatsmedien und zu Aufnahmestudios und konnten Tonträger beim staatlichen sowjetischen Plattenlabel Melodija veröffentlichen. Andererseits waren sie verstärkt der Kontrolle der sowjetischen Behörden unterworfen.

## Entstehung

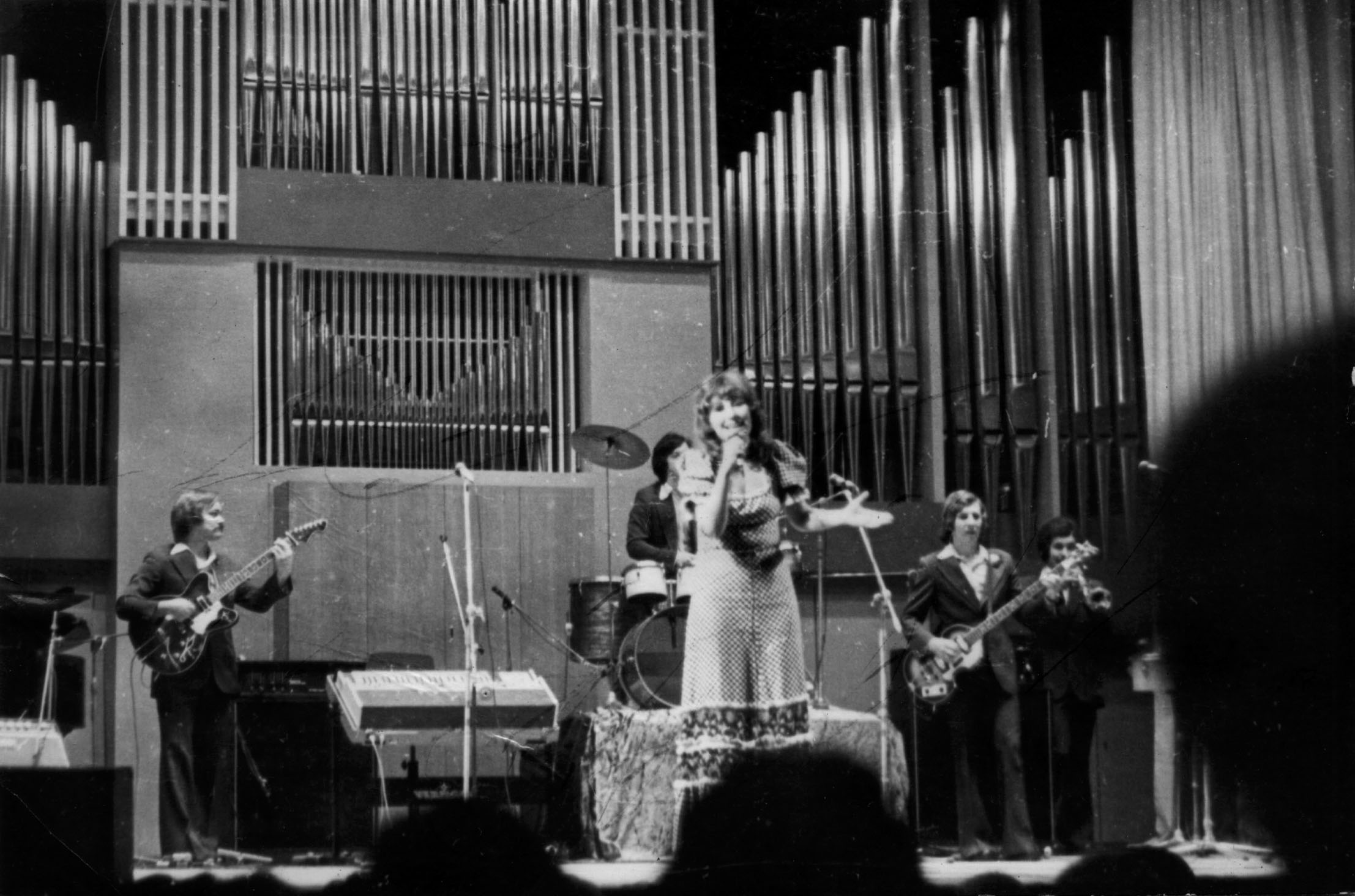
Die 1966 gegründeten Wesjolyje Rebjata, hier als Begleitgruppe von Alla Pugatschowa, gehören zu den ersten sowjetischen VIA

Der Begriff selbst, wie auch die Musikgruppen, auf die sich dieser Begriff bezieht, entwickelten sich in den 1960er Jahren. In dieser Zeit kam auch die sowjetische Jugend auf verschiedenen Wegen in Kontakt mit westlicher Beatmusik. Infolgedessen bildeten sich vor allem an Schulen, Universitäten und Instituten erste Bands, die derartige Musik spielten. Mit dem Amtsantritt Breschnews begann eine Periode des kulturellen Tauwetters. Die bislang abwehrende Haltung der sowjetischen Kulturfunktionäre änderte sich, da sie erkannten, dass populäre Musik eine wesentliche Rolle im Leben junger Menschen spielt. Statt sie zu verbieten, sollte sie in geordnete Bahnen gelenkt und für eigene Zwecke genutzt werden. So wurde 1969 im Moskauer Cafe „Melodie und Rhythmus“ auf Initiative des KGB der erste sowjetische Beat-Club gegründet. Für die sich etablierenden Bands musste ein Name gefunden werden, da sowohl der Begriff Beatgruppe als auch Band ebenso wie später Rockgruppe untrennbar mit westlicher Kultur verbunden und damit in den Augen sowjetischer Kultur- und Jugendfunktionäre negativ konnotiert waren. Für derartige Ensembles wurde daher die Bezeichnung „Vokal- und Instrumentalensemble“ eingeführt.
Die erste Verwendung des Begriffs ist für den Mai 1966 nachgewiesen, als auf einem Aushang der Philharmonischen Gesellschaft in Donezk für einen Auftritt der Gruppe „Awangard“ geworben wurde. 1966 wurden auch die „Wesjolyje Rebjata“ (deutsch „Fröhliche Kinder“) und die „Pojuschtschije gitary“ (deutsch „Singende Gitarren“) in Leningrad und Moskau gegründet.

## Besonderheiten

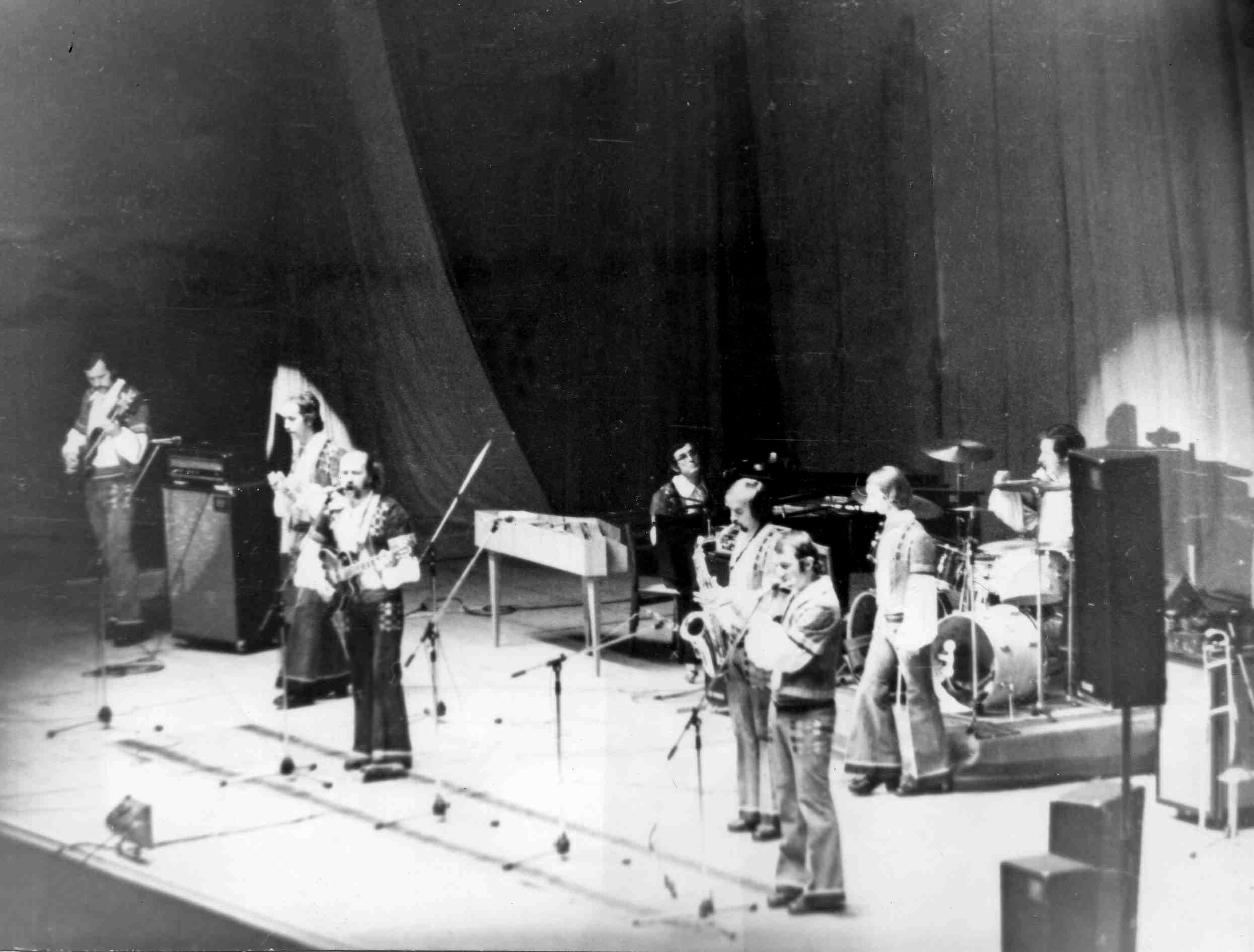
Das Vokal- und Instrumentalensemble Pesnjary bei einem Auftritt in Jaroslawl, 1974

VIA wurden bei verschiedenen kulturellen Einrichtungen zusammengestellt: Philharmonien, Theatern oder ähnlichen Einrichtungen. VIA waren damit offiziell registriert, ihre Mitglieder Angestellte des entsprechenden Trägers. Nachgewiesen wurde das durch das Arbeitsbuch des Musikers, das bei der beschäftigenden Stelle hinterlegt wurde. Dieser Status unterschied VIA von den Rockmusikern, die als Amateure galten. Diese waren beispielsweise gezwungen, offiziell einer Arbeit nachzugehen, um nicht wegen asozialen Verhaltens verfolgt zu werden. Neben den professionellen VIA gab es jedoch in vielen Fällen auch Amateurgruppen bei den entsprechenden Trägern.
Trotz ihrer privilegierten Stellung waren VIA in der musikalischen Praxis vielfältigen Einschränkungen unterworfen. Dabei ist jedoch zu beachten, dass diese Einschränkungen sich im Laufe der Zeit änderten. Aufgrund der vielfältigen, zersplitterten Zuständigkeiten war eine stringente Durchsetzung mit Ausnahme der Phase 1982 bis 1985 kaum möglich, da die ideologischen Vorgaben von den einzelnen zuständigen Stellen und in den einzelnen Sowjetrepubliken unterschiedlich umgesetzt wurden. Auch entwickelten und nutzten sowjetische Musiker vielfältige Möglichkeiten, um derartige Einschränkungen zu unterlaufen.
Das Repertoire der VIA bestand hauptsächlich aus Liedern von Komponisten und Dichtern, die Mitglieder des Verbandes der Komponisten und des Schriftstellerverbandes waren. In der ersten Hälfte der 1980er Jahre gab es sogar die unausgesprochene Regel, das 80 % des Repertoires von Mitgliedern des Komponistenverbandes geschrieben sein mussten. Da dieser seit 1973 keine neuen Mitglieder mehr aufnahm und das Durchschnittsalter seiner Mitglieder 1983 bei 60 Jahren lag, war damit das Angebot an aufführbarer moderner populärer Musik begrenzt. Lieder von Komponisten sozialistischer Länder durften ebenfalls aufgeführt werden, die Texte wurden ins Russische übersetzt. Viele VIA führten auch Kompositionen ihrer Mitglieder auf, darunter auch Instrumentals. Melodien und Texte mussten auf jeden Fall bis 1987 vor der Aufführung durch den „Künstlerischen Rat“ (russisch Художественный совет) genehmigt werden. Beim „Künstlerischen Rat“ handelte es sich um Gremien, die von der KPdSU oder der Verwaltung auf Landes- oder regionaler Ebene eingesetzt wurden. Sie bestanden aus Fachleuten für den jeweiligen künstlerischen Bereich. Neben der Konformität zu den jeweiligen ideologischen Vorgaben hatten sie auch die künstlerische Ausführung zu begutachten und stilistisch oder handwerklich unzureichende Darbietungen zurückzuweisen. Diese Räte hatten damit eine ähnliche Funktion wie die Einstufungskommissionen in der DDR.
Eine große Rolle in der Aufführungspraxis spielten Coverversionen westlicher Stücke. Um die Genehmigung dieser Lieder zu erreichen, wurde gelegentlich versucht, diese Stücke zu maskieren: Die Namen wurden geändert, die Kompositionen wurden Mitgliedern des Verbandes der Komponisten, Mitgliedern der Gruppe oder gar erfundenen Komponisten zugeschrieben oder als amerikanische Volkslieder deklariert.
Vokal- und Instrumentalensembles hatten im Vergleich zu sowjetischen Rockgruppen leichteren Zugang zu den sowjetischen Staatsmedien und zu Schallplattenaufnahmen. Aufnahmen der VIA wurden regelmäßig in Rundfunk und Fernsehen gespielt, während andere Musikgruppen nur gelegentlich, insbesondere während der Zeit um die Olympischen Spiele 1980 in Moskau Zugang zu den Medien hatten. Schallplatten wurden in der Sowjetunion nur durch das Label Melodija herausgegeben. Für VIA war es – unter Beachtung der oben genannten Einschränkungen des Repertoires – relativ einfach möglich, Schallplatten zu produzieren, und die Verkäufe erreichten beachtliche Größenordnungen. So wurden von einer Single der „Wesselyje rebjata“ mit zwei Coverversionen von Beatles-Stücken in vier Jahren fast 16 Millionen Exemplare verkauft; allerdings erhielten die Musiker für diese Aufnahmen insgesamt nur 40 Rubel. Die LP „U nas, molodych“ (russisch "У нас, молодых", deutsch „Bei uns jungen“) des VIA „Samozwety“ (deutsch „Edelsteine“), die zwischen 1975 und 1979 mehrfach aufgelegt wurde, erreichte eine Verkaufszahl von 2,5 Millionen Exemplaren.
Auftritte im Hörfunk und Fernsehen sowie Schallplattenaufnahmen führten zu einer großen Popularität der VIA, die sich in entsprechenden Besucherzahlen bei Konzerten führte. Konzerte unterlagen in der Sowjetunion ebenfalls Restriktionen. Konzerte durften nur die dazu ermächtigten Veranstalter durchführen; neben Philharmonien und Theatern waren das vor allem Klubhäuser, Hotels und Erholungsheime, aber auch Restaurants. Offiziellen Veranstaltern war es nicht gestattet, Konzerte mit nicht registrierten Bands zu veranstalten. Auch wenn diese Regelungen auf vielfältige Art unterlaufen wurden, schränkte es die Auftrittsmöglichkeiten nichtregistrierter sowjetischer Rockbands drastisch ein und drängte diese mehr oder weniger in die Illegalität. Die Konzerte waren angesichts der geringen Erlöse aus Plattenaufnahmen die Haupteinnahmequelle der VIA und wurden entsprechend forciert. So sah der jeweils genehmigte Jahresplan der „Wesselyje rebjata“ jährlich bis zu 500 Konzerte vor. Die Popularität erreichte eine solche Größenordnung, dass ein VIA in einer mittelgroßen Stadt eine ganze Woche lang auftreten konnte; dabei wurden an Wochentagen jeweils zwei und am Wochenende drei bis vier Konzerte gespielt. Durch die Genehmigungsbehörden wurde auch festgelegt, welche Vergütung die VIA für ihre Auftritte verlangen durften. Die Honorare bewegten sich im Bereich von 90 bis 140 Rubel pro Konzert. Der künstlerische Leiter musste die Setlist für die geplanten Konzerte den Behörden zur Genehmigung vorlegen, die Genehmigung galt jeweils für einen Monat und konnte jederzeit widerrufen werden. Jedes Vokal- und Instrumentalensemble hatte einen musikalischen Leiter, der die Gruppe gegenüber den Veranstaltern oder den Behörden vertrat. Diese Rolle konnte auch einer der Musiker der Gruppe übernehmen.
Da Konzerte genehmigt werden mussten, konnte ihre Genehmigung auch widerrufen werden. Dabei ergaben sich aufgrund der verteilten Zuständigkeiten komplexe, nicht auf den ersten Blick erkennbare Folgen. Im Jahr 1982 wurde in der sowjetischen Militärzeitung Krasnaja Swesda in einem Leserbrief ein Konzert des VIA „Golubyje gitary“ vor sowjetischen Truppen in Afghanistan scharf kritisiert. In der Folge wurden nicht nur die Auslandsgastspiele der Gruppe abgesagt, sondern auch die bereits angekündigten Konzerte in Moskau gestrichen.

### Abgrenzung zur sowjetischen Rockmusik

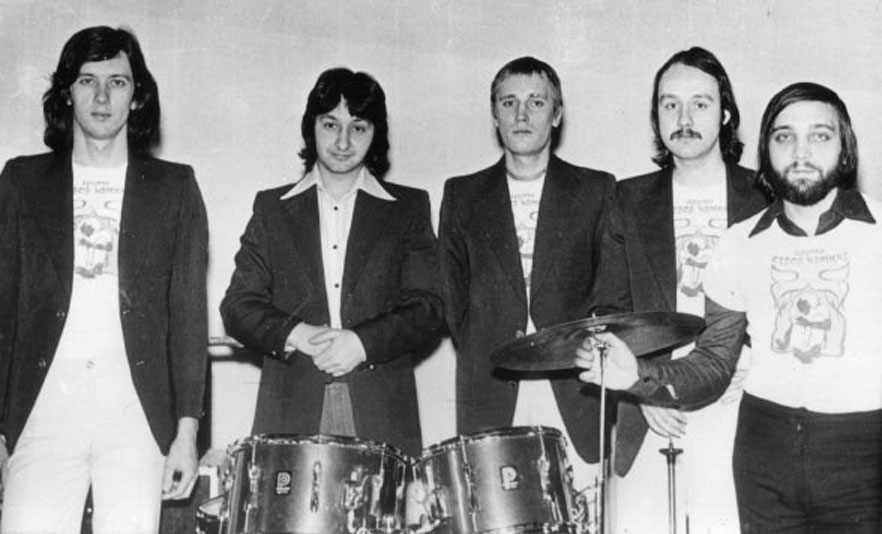
VIA Zwety mit Konstantin Nikolski (links) und Stas Namin (2. von links), 1976

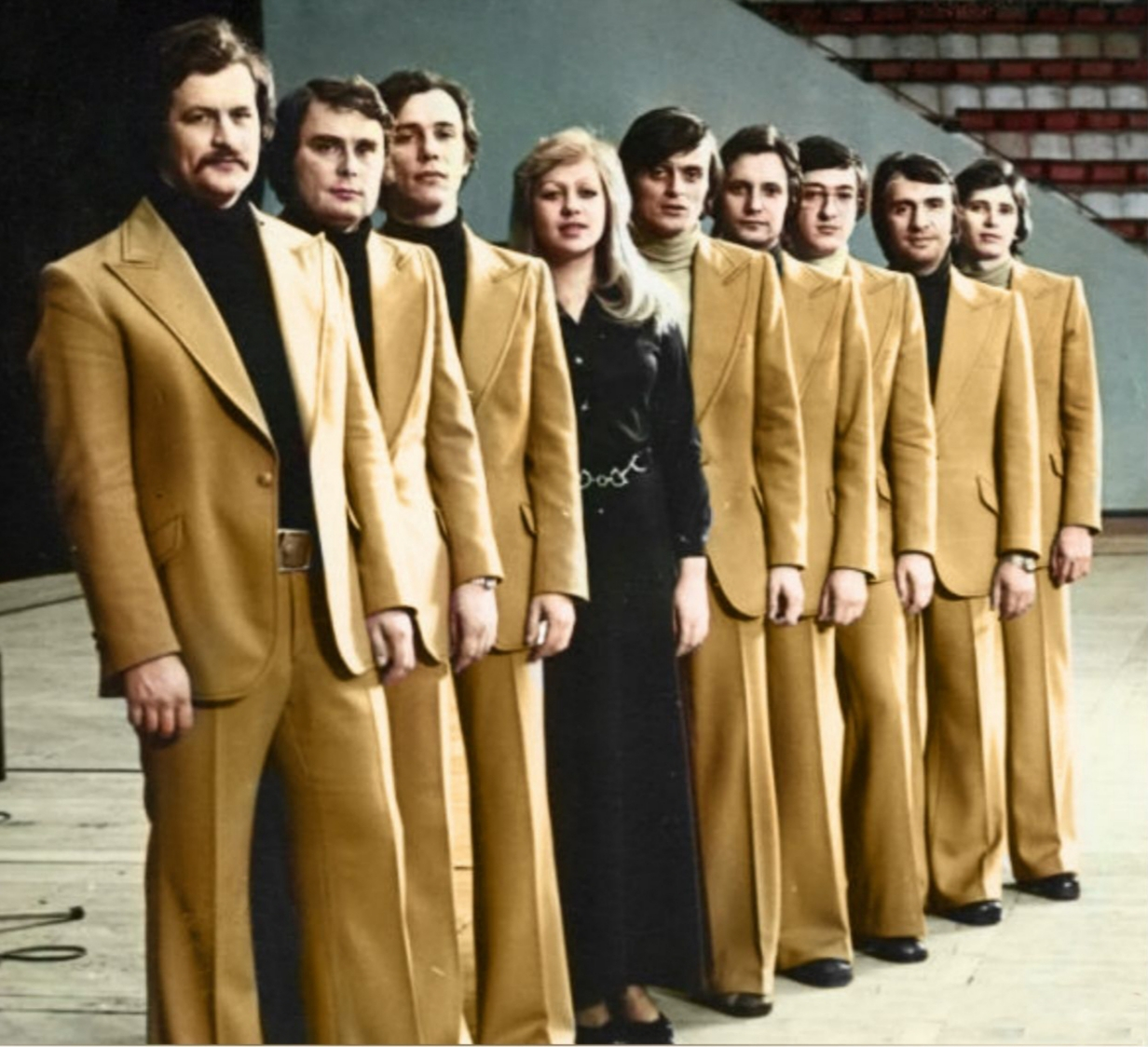
VIA Plamja, 1978

Die Grenzen zur sowjetischen Rockmusik sind in musikalischer, aber auch in personeller Hinsicht fließend. Viele sowjetische Rockmusiker spielten zeitweise bei anerkannten Vokal- und Instrumentalensembles. Für sie war das ein Weg, sich den Lebensunterhalt zu sichern, aber auch Auftrittsverbote zu umgehen. So spielte beispielsweise Jewgeni Margilus, der ab 1982 ein unionsweites Auftrittsverbot hatte, eine Zeitlang bei Aerobus. Die Band „Zwety“ (deutsch „Blumen“) war lange Zeit ein anerkanntes VIA, wurde aber 1975 per Dekret des sowjetischen Kulturministeriums verboten, ebenso der Name der Gruppe, der „Propaganda der westlichen Ideologie der Hippies“ sei. Stas Namin gelang es, die Gruppe unter seinem Namen neu zu Gründen und zwei Singles und eine LP zu produzieren, doch 1985 wurde die Gruppe in einer offiziellen Stellungnahme des sowjetischen Kulturministeriums der Propaganda für das Pentagon und „ungenehmigter Kontakte zu Ausländern“ beschuldigt. Bei „Zwety“ spielten neben Namin später so bekannte und einflussreiche Musiker wie Konstantin Nikolski und Andrei Sapunow, die später Teil der nichtregistrierten Rockgruppe „Woskressenije“ wurden. Da sie mehr oder weniger im Untergrund auftraten, wurden die sowjetischen Rockbands auch die „heimlichen“ oder „illegalen“ (russisch подпольные) genannt.

«В целом бездонная пропасть лежала между профессиональными ВИА, даже если они робко пытались пискнуть что-то со сцены в своё оправдание, ВИА самодеятельными, бравшими с них пример, и группами. Это, однако, не переходило в конфронтацию. Все понимали, что так устроен мир. Пойти, например, работать в ансамбль «Весёлые ребята» к Слободкину так и называлось — «продаться в рабство». Это компенсировалось спокойной жизнью без цепляний, милиции, хорошей аппаратурой и стабильным, по тем временам высоким заработком. «Чесали» тогда ребята по три — по четыре (концерта) в день. Было ясно, что эти суровые условия диктует сама жизнь, и никто из «подпольных» «продавшимся» в спину не плевал.»

„Im Allgemeinen lag ein bodenloser Abgrund zwischen den professionellen VIA, auch wenn sie schüchtern versuchten, zu ihrer Rechtfertigung irgendetwas von der Bühne zu quietschen, den Amateur-VIA, der sich an ihnen ein Beispiel nahmen, und den (Rock-)Gruppen. Das führte jedoch nicht zur Konfrontation. Jeder hat verstanden, dass die Welt so funktioniert. Wenn man zum Beispiel zu Slobdkin zu den ‚Wesselyje rebjata‘ ging, nannte man das ‚sich in die Sklaverei verkaufen‘. Dies wurde durch ein ruhiges Leben ohne Umklammerungen, ohne Miliz, eine gute Ausrüstung und regelmäßige, zu dieser Zeit hohe Einnahmen ausgeglichen. Dann ‚kämmten‘ die Jungs drei bis vier (Konzerte) am Tag. Es war klar, dass diese harten Bedingungen vom Leben selbst diktiert wurden und keiner von den ‚heimlichen‘ den ‚verkauften‘ Menschen in den Rücken spuckte.“

Andere sowjetische Rockbands, wie beispielsweise Maschina Wremeni, erreichten Anfang der 1980er Jahre eine offizielle Anerkennung und konnten so aus dem Untergrund heraustreten. Dies befreite sie jedoch nicht von allen Problemen; so wurden beispielsweise einige Lieder von Maschina Wremeni in der Zeitung Moskowski Komsomolez positiv besprochen und in deren monatlicher Hitparade aufgeführt, durften jedoch von der Band auf Konzerten nicht aufgeführt werden. Damit erreichten diese Gruppen prinzipiell die gleichen Auftrittsmöglichkeiten wie die VIA, mussten sich aber auch deren Beschränkungen unterwerfen. Trotz dieser Überschneidungen gab es jedoch auch eindeutige Unterschiede, vor allem in musikalischer Hinsicht.

### Musik
Vokal- und Instrumentalensembles traten mit Masse mit einem klassischen Line-up aus Gitarren, Schlagzeug und Keyboards auf. Dabei erreichten VIA nicht selten eine Größe von 6 bis 10 Personen. In einigen Fällen wurde das Line-up noch durch Bläsersektionen und, besonders bei auf Folklore ausgerichteten Gruppen, durch typische nationale Instrumente ergänzt. Im Gegensatz zu Rock und Jazz waren längere Soli oder Improvisationen verpönt, ebenso lauter oder expressiver Gesang. Während bei Rockgruppen der oder die Sänger meist noch Instrumente spielten, gab es bei VIA überwiegend einen oder mehrere Gesangssolisten. Teilweise traten die VIA auch als Begleitensemble populärer Solokünstler auf, wie die „Wesselyje rebjata“ für Alla Pugatschowa oder Aerobus für Juri Antonow. Das musikalische Spektrum reichte in den 1970er Jahren vom klassischen Schlager über die sowjetische Estrada bis hin zu Folk, Disco und Synthiepop, wobei stets auf eine gefällige, Extreme vermeidende Darbietung geachtet wurde. Zahlreiche VIA, wie „Jalla“, nahmen mehr oder weniger stark Elemente der nationalen Folklore auf. Musikalisch beschränkten sich die Ausflüge in den Bereich der Rockmusik auf das, was man heute Classic- oder Adult Orientated Rock nennen würde. Stile wie Art-Rock oder Psychedelic Rock waren eher selten, auch der Ende der 1970er Jahre aufkommende Punk oder New Wave wurden bis 1984 von den VIA nicht aufgenommen. Einen großen Anteil im Repertoire nahmen Coverversionen westlicher Titel ein.

### Texte
Wie auch in der sowjetischen Rockmusik, legten Vokal- und Instrumentalensembles großen Wert auf Texte. Texte waren hier jedoch fast ausschließlich positiv konnotiert und beschäftigten sich nicht mit den Alltagsproblemen der Zuhörer. Sie boten dem Publikum eine heile, sozialistische Welt. Themen waren sowohl patriotische Lieder, lyrische Liebeslieder, die Romantik der Arbeit, Scherzlieder, Romanzen und Volkslieder. Wenn westliche Stücke gecovert wurden, wurden sie meist mit einem neuen russischen Text versehen, der inhaltlich  kaum noch Bezüge zum Original hatte, aber phonetisch ähnlich klang.

### Aufführungspraxis
Bei Auftritten gab es kaum optische Akzente. Die Musiker trugen im Regelfall Blazer oder, wenn sie sich mehr der Folklore verpflichtet fühlten, entsprechende Kostümierungen. Aktive Bewegungen auf der Bühne – und auch bei Fernsehaufnahmen – waren nicht üblich, die Musiker blieben während des gesamten Vortrages an ihren Plätzen, lediglich der vortragende Gesangssolist bewegte sich bei Fernsehaufnahmen unter Umständen gemessen. Gegen Ende der 1970er Jahre wurden die Bewegungen auf der Bühne gewagter, folgten aber normalerweise einer einstudierten Choreografie. Es war üblich, dass verschiedene Lieder durch unterschiedliche Solisten vorgetragen wurden. Die Musiker hatten im Regelfall einen musikalischen Hochschulabschluss und/oder langjährige Berufserfahrung. Handwerklich war, aufgrund der Ausbildung und der Zulassungsbestimmungen, der Vortrag meist auf einem hohen Niveau. Ungewöhnliche Frisuren, Tätowierungen, genietete Lederkleidung, Metallaccessoires und andere Dinge waren während der Aufführungen nicht zu sehen.

## Entwicklung in den 1980er Jahren

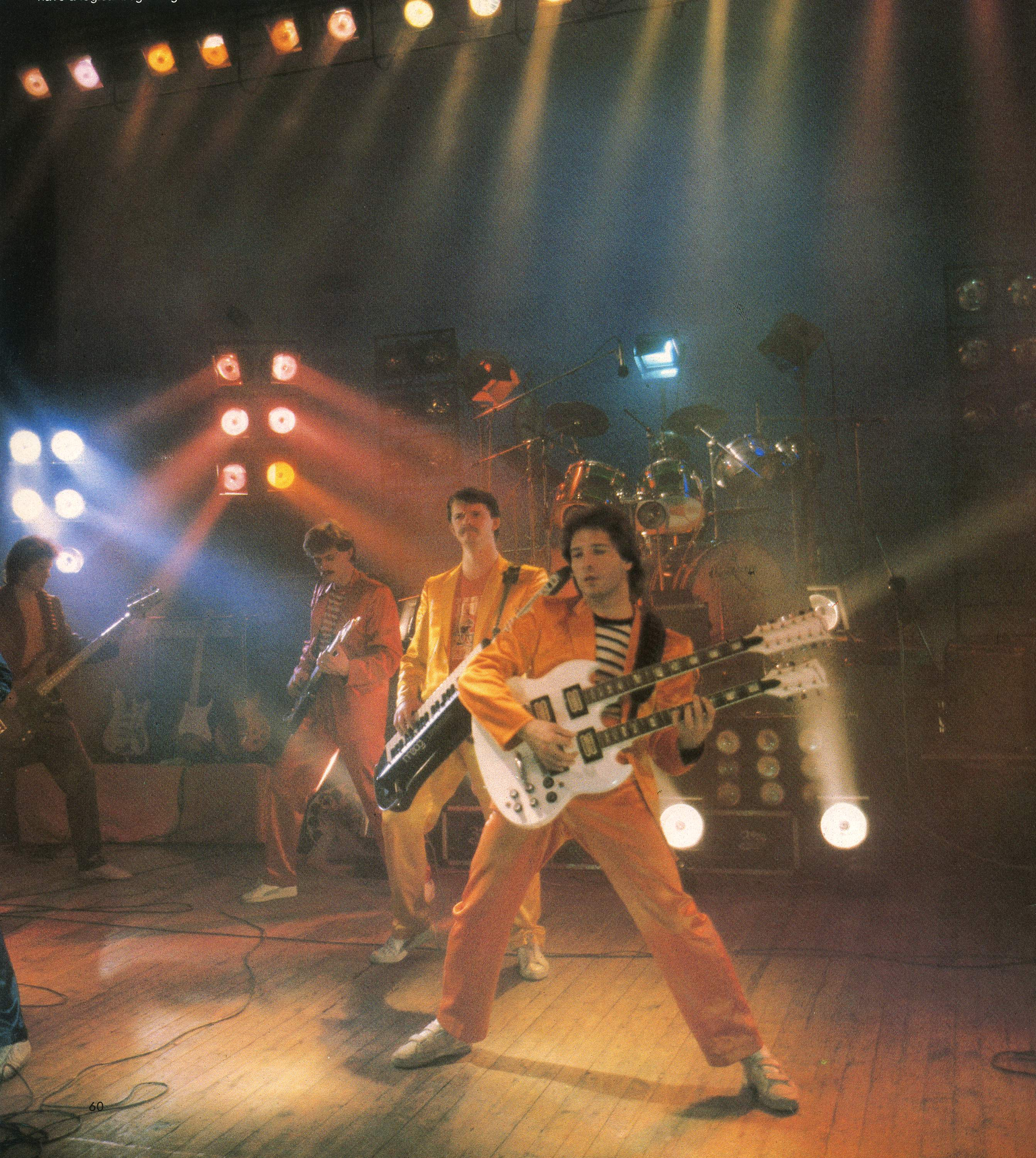
In Zeiten der Perestroika versuchten einige VIA eine Anpassung an den Zeitgeist, wie hier Semljane 1984

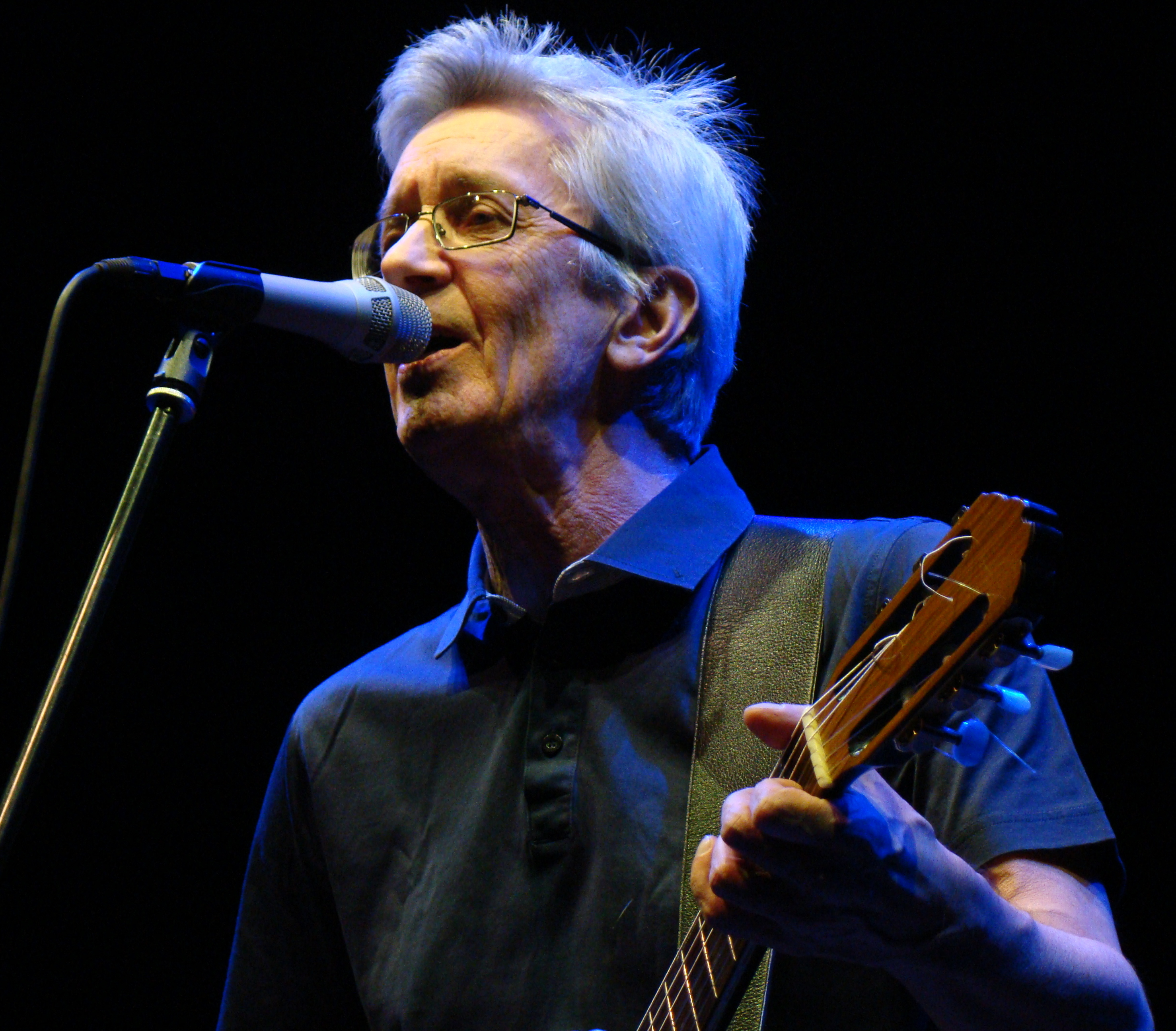
Der künstlerische Weg von Konstantin Nikolski war eng mit der sowjetischen Rockmusik, aber auch mit VIA verbunden

Die Entwicklung in den 1980er Jahren war durch plötzliche und einschneidende Veränderungen gekennzeichnet.

### Olympische Spiele
Zu den Olympischen Spielen in Moskau wollte sich die Sowjetunion als modern und weltoffen präsentieren. Dies unterstützte die Bemühungen von Kultur- und Jugendfunktionären in Richtung einer Liberalisierung der sowjetischen Musikszene. In den sowjetischen Medien wurde verstärkt in- und ausländische populäre Musik gespielt. Eine Zensur fand nach der Erinnerung von Alexei Romanow, des Gründers der Gruppe „Woskressenije“ nicht statt. Die Lockerungen gingen sogar so weit, dass „Woskressenije“ einen Videoclip für das sowjetische Fernsehen aufnehmen konnte.
Für die Vokal- und Instrumentalensembles war diese Entwicklung durchaus zweischneidig. Einerseits fielen viele bisherige Beschränkungen weg, andererseits sahen sie sich verstärkt der Konkurrenz der in- und ausländischen Popmusik ausgesetzt. Sowjetische Rockmusik, obwohl in der halblegalen Zone angesiedelt, erfreute sich einer enormen Popularität. Mittlerweile hatten die auf dem Schwarzmarkt gehandelten Magnitisdat-Alben sowjetischer Rockgruppen sogar die Kopien ausländischer Popgruppen überflügelt. Mit ihrer nonkonformistischen Attitüde und den Texten, die das Lebensgefühl der sowjetischen Jugend ausdrückten, sprachen sie junge Zuhörer mehr an als die etablierten, in jeder Hinsicht als angepasst geltenden VIA. Einigen Rockgruppen gelang es in dieser Zeit, eine offizielle Registrierung zu erreichen, was sie den VIA gleichstellte. Andererseits lernte die sowjetische Jugend nun in größerem Maße Musikstile wie Disco oder New Wave kennen, die sich auch in der Dynamik der Auftritte ihrer Interpreten deutlich von dem in der Sowjetunion bisher gepflegten Stil unterschieden. Vereinzelt kam es sogar zu Gastspielen westlicher Popgruppen in der UdSSR, wie beispielsweise Boney M 1978 oder Elton John 1979. Vor diesem Hintergrund wurde das Repertoire vieler sowjetischer Ensembles als gewöhnlich und altbacken wahrgenommen. Die sowjetische Jugend wandte sich anderen Musikstilen wie der Rockmusik, Disco, New Wave und elektronischer Musik zu. Ein Teil der VIA löste sich in dieser Zeit auf, teilweise gründeten die Akteure neue Gruppen und versuchten, sich mehr dem Zeitgeist und dem Geschmack des Publikums anzunähern.

### Kampf gegen Rock
Diese Entwicklung hielt jedoch nur kurze Zeit an. Nachdem Juri Andropow nach dem Tod Breschnews als Generalsekretär des ZK der KPdSU gewählt wurde, verstärkte sich der Druck auf die Musikszene der UdSSR deutlich. Ursächlich dafür waren zwei Gründe: Einerseits konnten sich, auch begünstigt durch den Musikgeschmack Andropows, die Hardliner noch einmal durchsetzen, die Popmusik als Ausdruck der dekadenten westlichen Lebensart und Mittel der Zersetzung der sowjetischen Gesellschaft durch westliche Geheimdienste betrachteten. Diese Befürchtungen waren nicht ganz unbegründet, nutzte doch der Westen mehr oder weniger offen Kunst und Kultur für seine Zwecke im Kalten Krieg. Andererseits hatten die Liberalisierungen dazu geführt, dass die Einnahmen der staatlichen Konzertveranstalter einbrachen, da der Markt jetzt eindeutig von den sowjetischen Rockgruppen dominiert wurde. Solange die Repressionen laxer gehandhabt worden waren, veranstalteten auch nichtregistrierte Rockgruppen Konzerntourneen. Die Einnahmen aus diesen gingen den staatlichen Konzertveranstaltern verloren und wurden auch nicht versteuert.
In der Folge wurden die Zensurmaßnahmen gegen die Rockbands strikt durchgesetzt und auch verstärkt gegen nichtoffizielle Konzerte, die zwischenzeitlich in einer Grauzone mehr oder weniger geduldet worden waren, vorgegangen. Auch bereits registrierte Rockgruppen mussten zur Verlängerung ihrer Registrierung erneut vor den entsprechenden Gremien vorspielen, verloren aber unter den neuen ideologischen Vorgaben meist ihre Zulassung. Dieser Kampf der Behörden gegen die sowjetische Rockmusik beseitigte diese Konkurrenz der VIA, löste aber die dahinterstehenden Probleme nicht. Einige der VIA versuchten, durch Anpassung des Repertoires und der Auftritte eine zweite Chance zu erhalten. Erleichtert wurde das durch die Tatsache, dass aufgrund der Repressionen nun verstärkt Rockmusiker wie Konstantin Nikolski, Andrei Saounow, Sergei Kawagoe oder Margulis Mitglieder von Vokal- und Instrumentalensembles wurden, was denen neue Impulse gab.

### Perestroika
Mit der unter Gorbatschow einsetzenden Perestroika änderten sich die Rahmenbedingungen radikal. Durch die wirtschaftlichen Reformen lösten sich Musikgruppen von ihren bisherigen Trägern und organisierten sich privatwirtschaftlich. Ab 1987 etablierten sich auf Grundlage der geänderten Rechtslage private Konzertveranstalter. Gleichzeitig wurden durch die Fortschritte der Elektronik auch in der Sowjetunion Musikinstrumente und Ausrüstungen verfügbar, die die Produktion populärer Musik ohne die bisher notwendigen Orchester und Aufnahmestudios ermöglichten. Dies führte zur Gründung einer Vielzahl von Musikgruppen, die unterschiedlichste Stile pflegten. Auch der Zugang zu den Medien wurde erleichtert. Ab 1984 bekam der sowjetische Rock mit der Musiksendung „Musykalny ring“ im Leningrader Fernsehen ein eigenes TV-Format. Mit dem Aufkommen erster privater Rundfunksender und Plattenfirmen begannen sich die bisherigen Monopole aufzulösen. Gleichzeitig kam es verstärkt zu Gastspielen von Musikgruppen aus den sozialistischen Ländern, die neue Trends, wie New Wave oder die Neue Deutsche Welle, bereits aufgenommen hatten. Ab 1988 traten dann auch etablierte westliche Rockbands, wie die Scorpions, in der UdSSR auf.
Diese Entwicklungen führten zu einer Diversifizierung des Publikumsgeschmacks. Auch konnten viele der etablierten Vokal- und Instrumentalensembles weder musikalisch noch textlich oder in der Bühnenpräsenz mit der aufkommenden Konkurrenz mithalten. Wirtschaftlich ohne die staatlichen Monopolorganisationen nicht überlebensfähig, konnten sie sich künstlerisch nicht schnell genug anpassen. Hatte sich mit den wirtschaftlichen Reformen das Alleinstellungsmerkmal der VIA – die offizielle Registrierung – als obsolet erwiesen, führte die sinkende Nachfrage zur Auflösung zahlreicher Vokal- und Instrumentalensembles. Teilweise starteten ihre Akteure jedoch Solokarrieren oder gründeten neue Musikgruppen. So entstanden beispielsweise 1984 aus dem VIA „Pojuschtschije serdza“ sowohl die Jazzrock-Band „Eremitage“ als auch die Heavy-Metal-Band Arija. Viele der etablierten russischen Popmusiker waren in den 1980er Jahren Mitglieder von VIA.

## Nachwirkungen

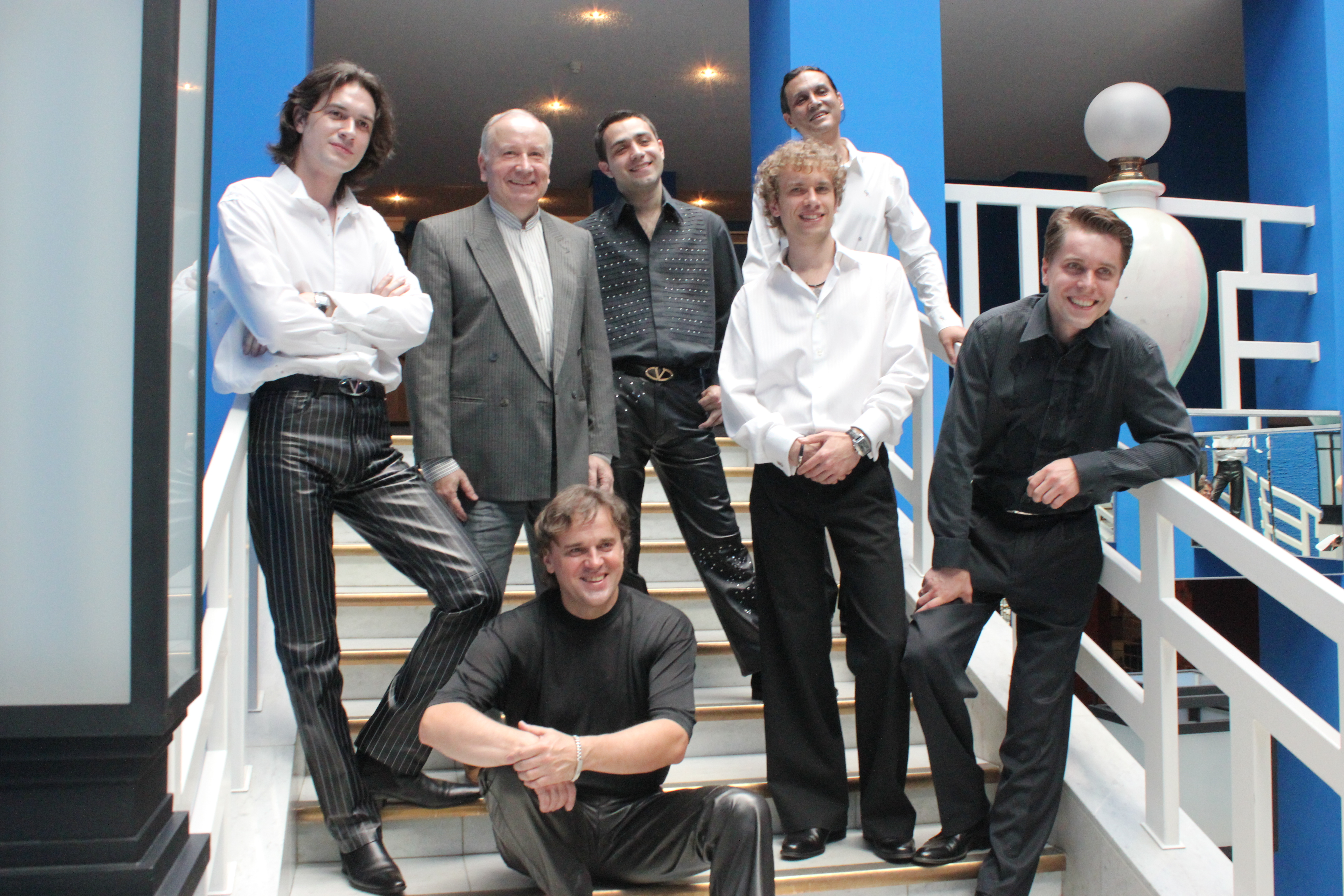
Wesjolyje Rebjata im Jahr 2011

Dessen ungeachtet, existieren einige der bekanntesten Vokal- und Instrumentalensembles bis heute fort, wenn auch teilweise in stark veränderter Zusammensetzung. Einige Gruppen wurden auch in den 1990er Jahren im Rahmen der aufkommenden Nostalgiewelle neu gegründet. Das Repertoire besteht zu einem großen Teil aus Neuaufnahmen der alten Erfolge; teilweise kommt es auch zu Neukompositionen, die stilistisch an die 1970er/1980er Jahre angelehnt sind. Gelegentlich führte die in den 1990er Jahren wieder gewachsene Popularität dazu, dass es für einzelne VIA mehrere Nachfolgegruppen mit gleichem Namen, aber unterschiedlicher Besetzung, gibt. Heute richten sich Vokal- und Instrumentalensembles in erster Linie an ein älteres Publikum und vermitteln ihm eine Atmosphäre der Nostalgie.